# Bonfiglio Monaldi
Bonfiglio Monaldi, también conocido como Buonfiglio dei Monaldi o Buonfiglio de Florencia (Florencia– Monte Senario, 1 de enero de 1262), fue un religioso italiano, uno de los Siete Santos Fundadores de la Orden de los Servitas.

## Biografía
Nacido en Florencia en el seno de la familia Monaldi, Bonfiglio comenzó a frecuentar la Societas Sanctae Mariae, donde conoció a los otros seis futuros santos fundadores y entabló amistad con ellos. Según la Legenda de Origine Ordinis Servorum Virginis Mariae, el grupo se inspiró en la Virgen María para reunirse en vida común, por lo que los siete dejaron sus familias y posesiones y se retiraron primero a una casa fuera de la ciudad, antes de trasladarse definitivamente al santuario de Monte Senario. Así, hacia el año 1233, nació la Orden de los Servitas, o Siervos de María.
Bonfiglio era el mayor del grupo y se convirtió en prior de Monte Senario el 17 de marzo de 1250. Al año siguiente se convirtió en el primer general de la Orden. Durante ese período a los frailes se les permitió erigir una iglesia dentro de los muros de Florencia, que se convirtió en la  Basílica de la Santísima Anunciación. En 1255, habiendo obtenido la confirmación de la Orden del papa Alejandro IV, Bonfiglio introdujo la práctica de la "Bendita", compuesta de tres salmos y tres lecturas. Según la tradición, murió la víspera del Año Nuevo de 1262 y fue enterrado en Monte Senario.

## Canonización
El papa León XIII lo canonizó junto con otros seis beatos el 15 de enero de 1888.